# ناحیه طاهیر
ناحیه طاهیر (به عربی: دائرة الطاهیر) یک ناحیه در الجزایر است که در استان جیجل واقع شده‌است. ناحیه طاهیر ۳۵۰٫۲۱ کیلومتر مربع مساحت و ۱۴۷٬۶۱۲ نفر جمعیت دارد.